# La Maman de Chef
La Maman de Chef (The Succubus ou Chef's Mama en version originale) est le troisième épisode de la troisième saison de la série animée South Park, ainsi que le 34e épisode de l'émission.

## Synopsis
Les enfants sont malheureux : Chef ne travaille plus à la cantine. Sa nouvelle petite amie, Veronica, est une femme étrange qui semble cacher un terrible secret…

## Mort deKenny
Écrasé par la succube, lors du mariage de chef.